# Lijst van voetbalinterlands Bhutan - Sri Lanka
Deze lijst van voetbalinterlands is een overzicht van alle officiële voetbalinterlands tussen de nationale teams van Bhutan en de Sri Lanka. De landen hebben tot nu toe acht keer tegen elkaar gespeeld. De eerste ontmoeting, een groepswedstrijd tijdens de AFC Challenge Cup 2006, was op 4 april 2006 in Chittagong (Bangladesh). Het laatste duel, een vriendschappelijke wedstrijd, vond plaats op 25 maart 2024 in Colombo.

## Wedstrijden
| № | Plaats     | Datum            | Competitie             | Wedstrijd          | Uitslag |
| - | ---------- | ---------------- | ---------------------- | ------------------ | ------- |
| 1 | Chittagong | 4 april 2006     | AFC Challenge Cup 2006 | Bhutan − Sri Lanka | 0 − 1   |
| 2 | Colombo    | 6 juni 2008      | Zuid-Azië Cup 2008     | Sri Lanka − Bhutan | 2 − 0   |
| 3 | Dhaka      | 6 december 2009  | Zuid-Azië Cup 2009     | Sri Lanka − Bhutan | 6 − 0   |
| 4 | New Delhi  | 3 december 2011  | Zuid-Azië Cup 2011     | Sri Lanka − Bhutan | 3 − 0   |
| 5 | Kathmandu  | 6 september 2013 | Zuid-Azië Cup 2013     | Sri Lanka − Bhutan | 5 − 2   |
| 6 | Colombo    | 12 maart 2015    | WK 2018 kwalificatie   | Sri Lanka − Bhutan | 0 − 1   |
| 7 | Thimphu    | 17 maart 2015    | WK 2018 kwalificatie   | Bhutan − Sri Lanka | 2 − 1   |
| 8 | Colombo    | 25 maart 2024    | Vriendschappelijk      | Sri Lanka − Bhutan | 2 − 0   |

## Samenvatting
| Competitie        | Totaal gespeeld | Winst Bhutan | Gelijk | Winst Sri Lanka | Doelsaldo Bhutan – Sri Lanka |
| ----------------- | --------------- | ------------ | ------ | --------------- | ---------------------------- |
| WK-kwalificatie   | 2               | 2            | 0      | 0               | 3 − 1                        |
| AFC Challenge Cup | 1               | 0            | 0      | 1               | 0 − 1                        |
| Zuid-Azië Cup     | 4               | 0            | 0      | 4               | 2 − 16                       |
| Vriendschappelijk | 1               | 0            | 0      | 1               | 0 − 2                        |
| Totaal            | 8               | 2            | 0      | 6               | 5 − 20                       |

Wedstrijden bepaald door strafschoppen worden, in lijn met de FIFA, als een gelijkspel gerekend.

## Details

### Zesde ontmoeting
| WK 2018 kwalificatie (Colombo, Sri Lanka, 12 maart 2015): |              | |
| Sri Lanka | 0 – 1        | Bhutan |
| | goals        | 84' Tshering Dorji |
| Nikola Kavazović | bondscoach   | Chokey Nima |
| Sujan Perera Subash Madhushan Thilina Arachilage Amarasekara Tahrindu Eranga Madushan De Silva 75' Mohamed Rifnas Chameera Sajith 60' Shanmugarajah Sanjeev 60' Edirisuriya Arachchilage Sanjeewa Kavindu Ishan Nalaka Roshan | opstellingen | Hari Gurung Man Bahadur Gurung Jigme Dorjee Karma Nidup Dawa Gyeltshen Karma Tshering 71' Ugyen Dorji Tshering Dorji 64' Biren Basnet Chencho Gyeltshen Lhendup Dorji |
| Zohar Mohamed Zarwan 60' Liyana Dewinda Bandara 60' Mohamed Fazal 75' | wissels      | 64' Lungtok Dawa 71' Karun Gurung |
| Amarasekara Tahrindu Eranga 21' | gele kaarten | 41' Chencho Gyeltshen 87' Jigme Dorjee |

### Zevende ontmoeting
| WK 2018 kwalificatie (Thimphu, Bhutan, 17 maart 2015): |              | |
| Bhutan | 2 – 1        | Sri Lanka |
| Chencho Gyeltshen 5' Chencho Gyeltshen 90' | goals        | 34' Zohar Mohamed Zarwan |
| Chokey Nima | bondscoach   | Nikola Kavazović |
| Hari Gurung Man Bahadur Gurung Jigme Dorjee Karma Nidup Dawa Gyeltshen 69' Karma Tshering Ugyen Dorji Tshering Dorji Biren Basnet Chencho Gyeltshen 90+1' Lhendup Dorji 77' | opstellingen | Sujan Perera Subash Madhushan 82' Thilina Arachilage Amarasekara Tahrindu Eranga Zohar Mohamed Zarwan 71' Mohamed Rifnas 71' Chameera Sajith Edirisuriya Arachchilage Sanjeewa Liyana Dewinda Bandara Kavindu Ishan Nalaka Roshan |
| Chimi Dorji 69' Lungtok Dawa 77' Diwash Subba 90+1' | wissels      | 71' Madushan De Silva 71' Shanmugarajah Sanjeev 82' Mohamed Fazal |
| Ugyen Dorji Karma Tshering 90' | gele kaarten | Edirisuriya Arachchilage Sanjeewa |